# Mercurol
Mercurol foi uma comuna francesa na região administrativa de Auvérnia-Ródano-Alpes, no departamento de Drôme. Estendia-se por uma área de 20,82 km². Em 2010 a comuna tinha 2 762 habitantes (densidade: 132,7 hab./km²).
Em 1 de janeiro de 2016, passou a formar parte da nova comuna de Mercurol-Veaunes.